# 福利斯特 (路易斯安那州)
福利斯特（英語：Forest），是美国路易斯安那州下属的一座村镇。根据2010年美国人口普查，该市有人口355人。建置上，属于“village”。